# Allan Rae (Komponist)
Allan Rae (* 3. Juli 1942 in Blairmore, Alberta) ist ein kanadischer Komponist und Musikpädagoge.

## Leben
Nach drei Jahren als Trompeter in einer Militärkapelle in Calgary studierte Rae Komposition und Arrangement am Berklee College of Music in Boston. Von 1966 bis 1970 wirkte er als Komponist und Dirigent für Rundfunk und Fernsehen von CBC Calgary. Danach studierte er bis 1973 elektronische Musik am Royal Conservatory of Music in Toronto bei Samuel Dolin. Er unterrichtete ein Jahr am Royal Conservatory und kehrte dann nach Calgary zurück.
Rae komponierte kammermusikalische Werke, Instrumentalkonzerte und Sinfonien, zudem mehrere Musicals und Schauspielmusiken. 1985 wurde er Composer in Residence der Alberta Theatre Projects. Er ist Mitglied der Canadian League of Composers und Associate des Canadian Music Centre.

## Werke
- Suite of Modes für Jazzensemble, 1966
- String Quartet No. 1, 1967
- Sleeping Giant für Jazzensemble, 1967
- You Two Stay Here and the Rest Come with Me, Musical, 1968–69
- A Prayer für Chor, Orchester und Jazzgruppe, 1969
- Trip, Musical, 1969–70
- A Day in the Life of a Toad für Bläserquintett, 1970
- String Quartet No. 2, 1971
- Where Are You Now That We Need You Simon Fraser?, Musical (Libretto von Christopher Newton), 1971
- Beware the Quickly Who, Musical (Libretto von Eric Bently), 1971
- Charles Manson AKA Jesus Christ, Musical (Libretto von Fabian Jennings), 1972
- Symphony No. 1, 1972
- The Tempest, Schauspielmusik, 1973
- The Killdeer, Schauspielmusik, 1975
- Four Brass Quartets, 1975
- Concerto for harp, 1976
- Can You See Me Yet?, Schauspielmusik, 1976
- Concerto for string bass, 1977
- Improvisation for string quartet, 1977
- Improvisation for woodwind quartet, 1977
- Whispering of the Nagual für Kammerensemble, 1978
- Concerto for piano, 1978
- Symphony No. 2, 1978
- Symphony No. 3, 1980
- Alberta Pioneers für Orchester, 1980
- Kiwani Owapi, 1981
- Saint Joan, Schauspielmusik, 1981
- Much Ado About Nothing, Schauspielmusik, 1983
- Troilus and Cressida, Schauspielmusik, 1987